# Никос Хрисос
Никос Хрисос (на гръцки: Νίκος Χρυσός) е гръцки писател на произведения в жанра драма.

## Биография и творчество
Никос Хрисос е роден през 1972 г. в Атина, Гърция. Следва биология в Националния и Каподистрийски университет в Атина. Следва и филмова режисура в катедрата за режисура на филмовата школа „Ликургос Ставракос“.
Пише разкази, които са включени в колективни сборници.
Първият му роман „Το μυστικό της τελευταίας σελίδας“ (Тайната на последната страница) е издаден през 2009 г. Главният герой, Христос Касиос, е любител на стари книги и откривайки на последната страница на една от тях странен печат, тръгва по следите и историята на едно забравено литературно общество, действало в Атина през 50-те. Първоначално безобидно и забавно търсенето го отвежда в един хартиен лабиринт, пълен с тайни пасажи в антикварните книжарници, и в историята на човешката чувствителност и постоянство.
През 2014 г. Хрисос редактира анотираното преработено издание на книгата „forξέχαστοι καιροί“ (Незабравими времена) на гръцкия писател Лефтерис Алексиу, сборника „Ιστορίες βιβλίων“ (Истории на книгите), а през 2019 г. редактира, заедно с Йоанна Спилиопулу, сборника „Никос Казандзакис и Политика“. От септември 2018 г. е заместник-председател на гръцката секция на „Международното дружество на приятелите на Никос Казандзакис“ (ISFNK).
Вторият му роман „Καινούργια μέρα“ (Нов ден) е издаден през 2018 г. Книгата представя историята на група бездомници, които живеят в южноевропейско пристанище. Трима от тях изгарят жив бездомника Себастиан в тъмен ъгъл на пристанището. Павел, един от убийците, разтърсен от жестокостта на убийството, става мистик и мъченик (като аналогия с апостол Павел). Той търси и записва информация за жертвата от четирима негови приятели, които разкриват по-дълбоката същност на неговия живот и смърт, като си спомнят за него и живота му, първоначално един обикновен сбор от факти, които преминават в нещо по-сложно и свръхдействително. Романът е разказ за лутанията на съдбата – убийство и изкупление, жестокост и състрадание. Книгата получава наградата за литература на Европейския съюз за 2019 г. и наградата за литературното списание „Пясъчен часовник“. През 2020 г. получава „Националната награда за книга за творба, която насърчава социалната информираност“.
Никос Хрисос живее със семейството си в Атина. Той е собственик на антикварна книжарница в града.

## Произведения

### Самостоятелни романи
- Το μυστικό της τελευταίας σελίδας (2009)
- Καινούργια μέρα (2018) – награда за литература на Европейския съюз